# Pierre Goubert
Pour les articles homonymes, voir Goubert.
Pierre Goubert, né le 25 janvier 1915 à Saumur (Maine-et-Loire) et mort le 16 janvier 2012 à Issy-les-Moulineaux (Hauts-de-Seine), est un historien et universitaire français, spécialiste des XVIIe et XVIIIe siècles.
Historien des sociétés et des mentalités d'Ancien Régime, Pierre Goubert est considéré comme l'un des fondateurs de la démographie historique et de l'histoire rurale moderne. 

## Biographie

### Une origine modeste
Pierre Goubert naît à Saumur en 1915, dans une famille d’artisans et de commerçants. Depuis plusieurs générations, sa famille a la profession habituelle de cultivateur, de journalier, ouvrier agricole, domestique de ferme. Comme le disait Pierre Goubert lui-même, sa famille venait de la modestie mais non pas de la misère et aucun ne fut illettré. Il va à l’école primaire publique des Récollets à Nantilly, suivie du cours complémentaire qui était l’enseignement parallèle à celui du collège. Il passe son certificat d’études à douze ans. Mais ses parents n’envisageaient pour lui rien d’autre qu’une mise en apprentissage dans un métier manuel ou un emploi de petit coursier, ce qui à l’époque le désolait déjà. Le directeur d’école primaire intervient auprès de sa mère pour le laisser continuer les études.

### D'une école normale à l'autre
Pierre Goubert entre à l'École normale d'instituteurs d'Angers en 1931, où il se passionne pour la littérature. Il se définissait à l’époque plus littéraire qu’historien car l’histoire ne le passionne pas encore. Cependant l’étude des lettres lui est interdite en raison de son ignorance du latin et du grec. Il choisit donc l’histoire et la géographie. Fréquemment indiscipliné et se manifestant par des protestations, notamment contre le chauvinisme français à propos de la Première Guerre mondiale qui règne à cette époque en France, il est exclu de la PMS (Préparation militaire supérieure). Durant ses longues retenues dans la bibliothèque, il continue la lecture et commence à apprendre l’anglais.
Il intègre en 1935 l'École normale supérieure de Saint-Cloud qui forme, à cette époque, les professeurs d'École normale. Il reçoit alors les cours de Marc Bloch, rencontre marquante qui le détermine à choisir l'histoire comme discipline de recherche. Il confie en 2000 que : « c’est lui, vraiment, qui m’a donné la vocation, lui et les Annales, […] ». À la sortie de ce stage en 1937, Pierre Goubert enseigne cette dernière matière, ainsi que les lettres, à l'École normale de Périgueux.

### Études supérieures
Mobilisé en 1939 au fort de Saint-Cyr comme instructeur météo, il fait la campagne de France dans la troupe - avec le grade de caporal -, échappe à la captivité et devient professeur de « collège moderne » au lycée de Pithiviers puis à Beauvais, à partir de 1941. Ces années de professorat sont aussi celles des études universitaires qu'il n'a pu faire plus tôt. N'étant pas bachelier - les élèves-instituteurs de l'époque devant obtenir le brevet supérieur - il est cependant autorisé, par dérogation, à préparer la licence qu'il passe, selon ses propres termes, « par morceaux » et réussit en 1948 l'agrégation d'histoire.
Il se lance, aussitôt après, dans la rédaction d'une thèse de doctorat d'État sur le Beauvaisis, région qu'il a retrouvée après un court séjour comme professeur au lycée Turgot. Il est alors aiguillonné par son premier maître, Augustin Renaudet, professeur d’histoire moderne à la Sorbonne et directeur de son DES.

### Carrière universitaire
Membre du CNRS depuis 1951, Pierre Goubert est nommé en 1956 directeur d'études de l'EPHE (VIe section), puis deux ans plus tard, obtient un poste de professeur d'histoire moderne à l'université de Rennes. Il était d’abord intéressé par l’histoire ancienne mais des connaissances en latin et grec lui font de nouveau défaut.
L’histoire moderne lui vient comme un écho de ses goûts littéraires, la littérature du XVIIe siècle étant celle qu’il préférait. Cette année 1958, il a 43 ans, est celle de la soutenance de sa thèse (qui sera publiée en 1960), Beauvais et le Beauvaisis de 1600 à 1730.
Ce travail marque une véritable étape historiographique car elle ouvre le chemin, aujourd'hui presque banal, des recherches de démographie historique inscrites dans un cadre régional. « Véritable jalon historiographique », s’appuyant avant tout sur des documents locaux de première main, l’historien privilégia le quantitatif et le « sériel ».
Pierre Goubert devient ensuite en 1965 professeur dans la toute nouvelle université de Paris X-Nanterre. Il s'y entoure de jeunes assistants comme Anne Zink ou François Billacois. Il contribua à y faire venir un autre grand historien moderniste : Robert Mandrou.
Nommé à la Sorbonne en 1969, Pierre Goubert présente des conférences dans le monde entier (en Europe mais aussi à Princeton, Montréal, Kingston, au Japon, en Côte d'Ivoire où il est invité en 1971 à assurer un enseignement d’histoire moderne au niveau de la licence à l’université d’Abidjan, à Madagascar en 1979 où on lui demande également d’assurer un cours complet d’histoire moderne en six semaines au niveau de la licence à l’université malgache d’Antananarivo) et publie de nombreux ouvrages d'histoire moderne dont certains deviennent de véritables « best-sellers », phénomène nouveau dans l'édition historique universitaire. Son très célèbre Louis XIV et vingt millions de Français qu'il publie en 1966 sera réédité en poche en 1979. Cet ouvrage remarquable efface dans l'analyse le Roi-Soleil au profit des sans nom et des sans grade, approche réaliste du long règne de Louis XIV, bien éloignée de l'histoire classique. Il présente ensuite L'Ancien Régime, qui connaît deux éditions (1969 et 1973) avant une large augmentation, en 1984, réalisée avec la collaboration de Daniel Roche, sous le titre Les Français et l'Ancien Régime. Bien qu'appartenant à l'École historique des Annales, abandonnant pour un temps ses habitudes d'histoire sociale, Pierre Goubert s'est aussi illustré dans le genre biographique, avec son Mazarin qui a été édité en 1990. Il explique lors d'un entretien en 2000, que dans son œuvre Mazarin, qu’il ne s’agit pas d’un réel changement de méthode d’écrire l’histoire. Dans cet ouvrage, il ne se concentre pas seulement sur la personne de Mazarin, mais aussi aux hommes d’affaires, ses financiers et d’autres.
Retraité en 1978 de la Sorbonne, au lendemain d’un deuil terrible, Pierre Goubert se disait fatigué d’un métier dont beaucoup d’aspects ne l’intéressaient plus, sauf ces séminaires où il était invité. Encouragé par ses enfants et son épouse, il se remet à écrire et à disserter de temps à autre. Son autobiographie en 1995 est le cinquième livre depuis qu’il a quitté la Sorbonne.

### Hommage posthume
Le 5 mars 2012, le conseil général de l'Oise, représenté par Georges Becquerelle, Alain Blanchard, Sylvie Houssin et Thibaud Viguier, rend hommage à l'historien décédé le 16 janvier 2012, en présence de ses enfants, Jean-Pierre et Annie, du dernier étudiant dont il a dirigé la thèse, Jean Duma, mais aussi de Jacques Bernet, Jean-Pierre Besse, Jean Cartier et Monique Demagny-Desgroux, qui l’ont fréquenté ou ont étudié ses travaux. À l'issue de la table ronde, animée par Claudine Cartier, une plaque donnant son nom à l'auditorium des Archives départementales est dévoilée.

## Pierre Goubert et lesAnnales
Pierre Goubert occupe une place à part dans le monde des grands historiens français dont la rénovation épistémologique issue des Annales a permis l'émergence en France. La création des Annales apparaît d’abord comme une réaction contre l'histoire « Méthodique », mais aussi contre l'histoire nationaliste et germanophobe. Les Annales sont en lien avec les sciences humaines, en particulier de la sociologie. Pierre Goubert confie que c'est en contact de Bloch, Febvre et les Annales qu’il comprend que l'histoire n’est pas seulement l'histoire politique et diplomatique, mais que c'est aussi l'histoire des hommes.
Les Annales sont également une histoire économique et sociale. Fernand Braudel et Ernest Labrousse avaient inspiré de nombreuses recherches. Beauvais et le Beauvaisis de 1600 à 1730 est un classique de l'histoire sociale. Pour le côté économique, dans le contexte de la crise des années 1930, les historiens empruntent aux économistes la problématique de cycle dont ont recours dans leur thèse Pierre Goubert, ainsi que Fernand Braudel, Jean Meuvret… Ce type de périodisation qu'on appelle la « périodisation vive » en opposition à la « période toute faite » dont les historiens héritent. Familles marchandes sous l’Ancien Régime et La vie quotidienne dans les campagnes françaises au XVIIe siècle sont, entre autres, des œuvres de Pierre Goubert où le point de vue historique de l'économie prend cette tournure qu'inspirent les Annales.
Pierre Goubert fut également l'un des fondateurs de la démographie historique et de l'histoire rurale moderne, un historien des sociétés et des mentalités d'Ancien Régime. Le véritable fondateur de la Société de démographie historique fut Marcel Reinhard auquel Pierre Goubert a succédé à la présidence. Depuis 1964 paraissent chaque année les Annales de démographie historique, soit 400 à 500 pages consacrées à cette discipline qui bénéficie, irrégulièrement, d'articles dans Populations. Il apporte sur l'âge au mariage, la mortalité enfantine et juvénile, sur la démographie d'une région. Partant du petit peuple, allant aux divers privilégiés, son analyse remontait jusqu'au gouvernement et à la royauté, il écrit une histoire « en remontant du bas vers le haut », renouvelant ainsi l'approche monographique historique régionale. Pierre Goubert mettait l'homme sur le devant de la scène, lui qui a toujours été influencé par le milieu dans lequel il a vécu, un milieu de petites gens, d'artisans, de commerçants et d'ouvriers. Louis XIV et vingt millions de Français est une de ces œuvres où il réfléchit beaucoup à la démographie à partir de registre paroissiaux, inventaires après décès, documents fiscaux ou judiciaires, fonds ecclésiastiques, etc.
Il s'est également senti touché par le socialisme d’avant-guerre. Plutôt trotskyste que stalinien, il ne se disait pourtant pas communiste et n'a que vaguement lu l'œuvre de Marx auquel il attribue surtout une histoire économique.
Les Annales ne sont pas pour Pierre Goubert une véritable école mais plus une communauté de recherches, d'idées, de sentiments, de tendances. Les Annales ne réunissaient pas que des historiens, mais aussi des géographes, des sociologues, des ethnologues. Les archives départementales de l'Oise lui doivent beaucoup, comme on le rappelle à l'occasion de sa cérémonie d'hommage le 5 mars 2012 à ces archives justement, « […] qui rattachera toujours le nom de Pierre Goubert à notre département […] ».

## Pierre Goubert et ses relations
Pierre Goubert caractérisait Marc Bloch comme quelqu’un de très simple, extrêmement attentif et très discret. Il s’agissait surtout d’une relation entre un professeur et un élève, un homme qui ajoutait : « à une saine pédagogie la gentillesse indulgente qu’on n’aurait pas attendue […]. L’homme privé se livrait très peu […]. Je n’ai su que bien plus tard, par un de ses fils, au Canada, qu’il disait aimer venir dans notre petit groupe […]. », écrivait Pierre Goubert dans son autobiographie à propos de Marc Bloch.
Pour Pierre Goubert, Lucien Febvre ressemblait fort peu à Marc Bloch. Ils se rencontrent vers 1952 quand Lucien Febvre le convoque à la demande d’Ernest Labrousse. Febvre installa la VIe section à la Sorbonne, dont Pierre Goubert fit partie et où il assista aux réunions qui réunissaient Gabriel Le Bras, Ernest Labrousse, François Perroux, Claude Lévi-Strauss. À propos de Lucien Febvre auquel on a dit qu'il n'aurait pas été mécontent de se retrouver seul aux commandes des Annales, Pierre Goubert le défend en disant que Febvre était incapable de bassesse. Pour lui, Febvre et Bloch étaient très différents, mais étaient assez intelligents pour comprendre qu'ils avaient besoin l'un de l'autre.
Très lié à Ernest Labrousse qui a été son directeur de thèse, il en a épousé pour une part les idéaux sociaux et scientifiques. Authentique homme du peuple par ses origines familiales, son parcours académique n'a pas connu la linéarité de celui de ses pairs. Pour autant, ce spécialiste du XVIIe siècle, dont l'objectif sans cesse réitéré d'une « recherche honnête et toujours plus approfondie de ce qui est connaissable » l'a amené à dépoussiérer ce « Siècle d'Or » parfois idéalisé à force d'être relaté, a su donner une incontestable originalité à ses travaux qui explique leur succès public.
Pierre Goubert a eu des relations très variables avec Fernand Braudel. Lui-même l’expliquait par leur mauvais caractère mutuel. Ils se rencontrent pour la première fois en 1952 lorsque Braudel demande à Pierre Goubert d’écrire un article pour les Annales. Il lui confie ensuite la responsabilité d’une enquête démographique.
Au début des années 1960, Emmanuel Le Roy Ladurie était considéré comme le petit génie absolu selon Pierre Goubert. Pierre Goubert se sentait proche de lui qui travaillait sur son Languedoc et ils entretenaient de bonnes relations. Emmanuel Le Roy Ladurie écrivait donc beaucoup sur le Languedoc où il se documentait, comme Pierre Goubert, à partir d’inventaires des terres, des cadastres.
Lors de ses nombreux voyages, Pierre Goubert fait la connaissance de Gilbert Trausch lors d’une soutenance de thèse d’histoire rurale à Liège. Ils se retrouvent de nouveau lorsque Pierre Goubert fait un voyage au grand-duché de Luxembourg. Gilbert Trausch lui faisant visiter la ville de Luxembourg avant d’assister à un exposé d’étudiants et chercheurs suivi d’une conférence publique à Luxembourg.
Fernand Braudel, Pierre Goubert, mais aussi Pierre Chaunu et Emmanuel Le Roy Ladurie étaient considérés dans les années 1960 comme les futures gloires de la Nouvelle Histoire du réseau éditorial. Les éditeurs spécialisés ont en effet à l’époque bien du mal à supporter la publication de ces ouvrages considérables et de rentabilité faible car ils ne s’adressent qu’à un public cultivé.

## L’Histoire moderne aujourd’hui pour Pierre Goubert
L’histoire sociale et économique des Annales a laissé la place à une histoire des mentalités et une histoire culturelle. C’était nécessaire pour Pierre Goubert, mais il s’agit pour lui d’une histoire beaucoup plus fragile. Pierre Goubert avoue ne pas trop s’intéresser à cette histoire, mais reconnaît son importance. Il voudrait cependant que les historiens actuels écrivent en français clair et non en philosophant.

## Publications
- Familles marchandes sous l'Ancien Régime, Paris, SEVPEN, 1959
- Beauvais et le Beauvaisis de 1600 à 1730, Paris, SEVPEN, 1960 (thèse de doctorat, École pratique des hautes études, VIe section). L'essentiel de cette thèse est repris sous le titre Cent mille provinciaux au XVIIe siècle, Paris, éd. Flammarion, 1968, 439 p.
- L'avènement du Roi-Soleil, Paris, Julliard, 1961 collection Archives
- Louis XIV et vingt millions de Français, Paris, Fayard, 1966
- (avec Michel Denis), 1789 : les Français ont la parole, Paris, Julliard, 1965
- L'Ancien Régime, Paris, Armand Colin. T. I : la société (1969) ; t. II : les pouvoirs (1973)
- Clio parmi les hommes. Recueil d'articles, Paris, EHESS, 1976
- La vie quotidienne des paysans français au XVIIe siècle, Paris, Hachette, 1982, prix Thérouanne 1983
- avec Daniel Roche, Les Français et l'Ancien Régime, 2 vol., Armand Colin, 1984.
- Initiation à l'histoire de France, Paris, Fayard, 1984. (Grand Prix Gobert 1985)
- Mazarin, Paris, Fayard, 1990, 572 p. (ISBN 2-213-01650-X, présentation en ligne)
- Un parcours d'historien. Souvenirs, 1915-1995, Paris, Fayard, 1996, (20e Prix Fondation Pierre-Lafue 1996)
- Le siècle de Louis XIV. Recueil d'articles, Paris, Éditions de Fallois, 1996